# Curtas Vila do Conde

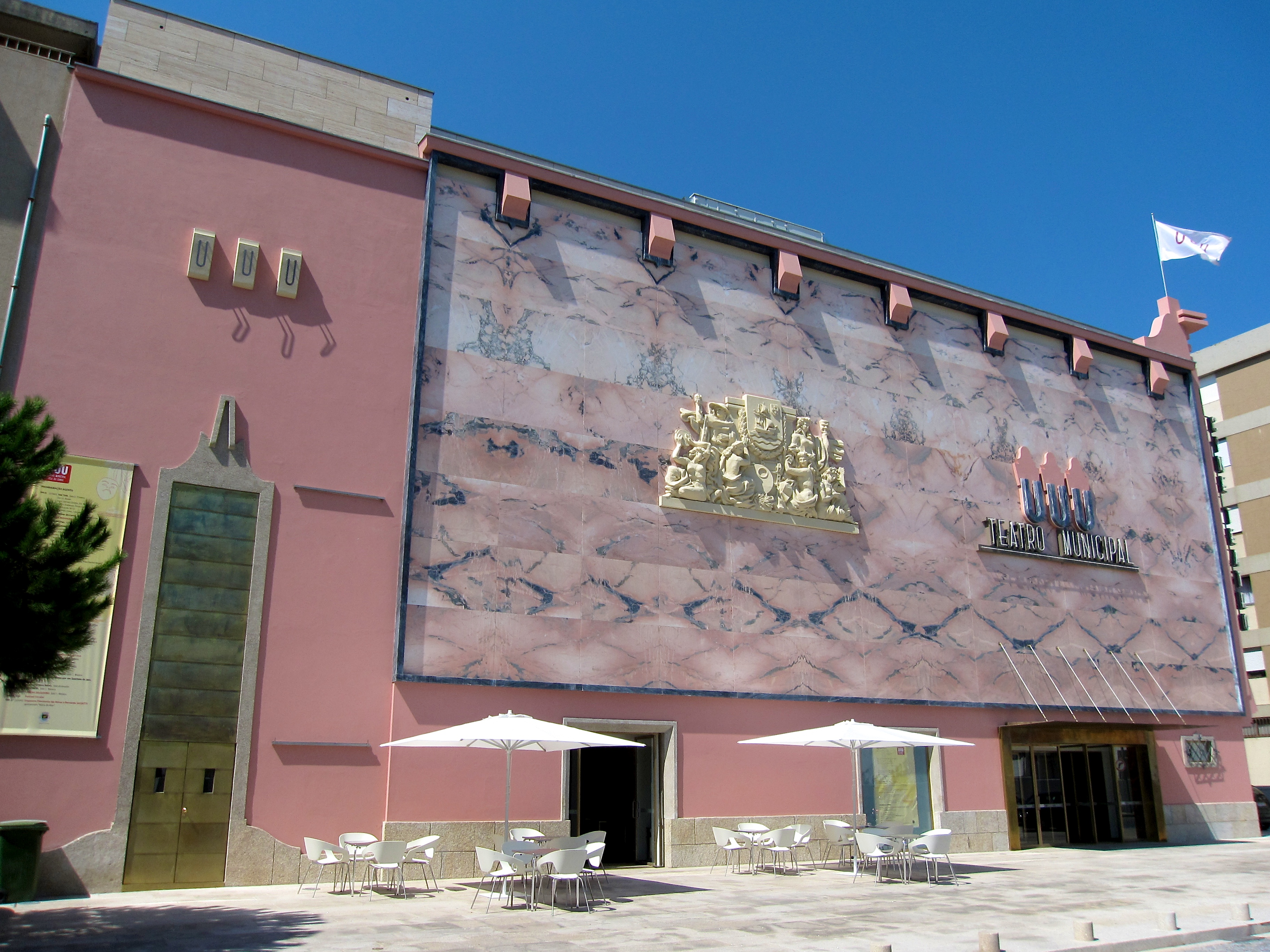
Teatro Municipal de Vila do Conde, seit 2009 die Hauptspielstätte von Curtas Vila do Conde

Das Curtas Vila do Conde – Festival Internacional de Cinema ist ein jährliches internationales Filmfestival im nordportugiesischen Vila do Conde, das sich dem Kurzfilm widmet.

## Geschichte
Das Festival wurde 1993 gegründet. Über die Jahre wurde das Konzept stetig weiterentwickelt, so dass zum heutigen Festival nicht nur die eigentlichen Kurzfilm-Wettbewerbe gehören, sondern auch internationale Retrospektiven, Konzerte, Workshops, Installationen, Ausstellungen u. a.
Seit 2009 findet das Festival vor allem im städtischen Theatergebäude Teatro Municipal de Vila do Conde statt, einem in dem Jahr eröffneten, grundrenovierten Bau, der ursprünglich ein 1949 errichteter Kinokomplex namens Cine-Teatro Neiva war. 2011 zählte das Filmfestival, wie im Vorjahr, über 20.000 Besucher.

## Wettbewerbe
Es werden Kurzfilme in den folgenden Wettbewerben gezeigt und prämiert:
- INTERNACIONAL (internationale Spielfilme, Dokumentationen und Animationen)
- NACIONAL (portugiesische Spielfilme, Dokumentationen und Animationen)
- EXPERIMENTAL (experimentelle Filme)
- VÍDEOS MUSICAIS (Musikvideos)
- CURTINHAS (Kinder- und Jugendfilme)
- TAKE ONE! (ein spezieller Preis für Filmschul-Filme aller Art bis 30 Minuten, mit eigenem Reglement)

Darüber hinaus werden weitere Preise vergeben, so von der Stadtverwaltung von Vila do Conde, und der Associação de Imagem Portuguesa Cinema e Televisão (AIP), einer portugiesischen Vereinigung von Kameraleuten.

## Preisträger
| Filmpreis                               | Film                       | Regie            | Land     |
| --------------------------------------- | -------------------------- | ---------------- | -------- |
| Großer Preis Internationaler Wettbewerb | Supta dafa                 | Otar Shamatava   | Georgien |
| Großer Preis Dokumentation              | 89 mm od Europy            | Marcel Łoziński  | Polen    |
| Großer Preis Animation                  | Son smeschnowo tscheloweka | Alexander Petrow | Russland |
| Bester Erstlingsfilm                    | Denko                      | Mohamed Camara   | Guinea   |

| Filmpreis                               | Film                                  | Regie               | Land       |
| --------------------------------------- | ------------------------------------- | ------------------- | ---------- |
| Großer Preis Internationaler Wettbewerb | Viejo pascuero                        | Jean-Baptiste Huber | Frankreich |
| Großer Preis Fiktion                    | After 68                              | Stephen Burke       | Irland     |
| Publikumspreis                          | Wallace & Gromit – Die Techno-Hose    | Nick Park           | UK         |
| Bester Erstlingsfilm                    | Excursion to the Bridge of Friendship | Christina Andreef   | Australien |

| Filmpreis                               | Film                             | Regie                    | Land        |
| --------------------------------------- | -------------------------------- | ------------------------ | ----------- |
| Großer Preis Internationaler Wettbewerb | Alpsee                           | Matthias Müller          | Deutschland |
| Großer Preis Fiktion                    | Some Folks Call It a Sling Blade | George Hickenlooper      | USA         |
| Großer Preis Dokumentation              | Pramis                           | Laila Pakalnina          | Litauen     |
| Großer Preis Animation                  | Gagarin                          | Alexei Charitidi         | Russland    |
| Publikumspreis                          | Amor                             | José Roberto Torero      | Brasilien   |
| Bester portugiesischer Kurzfilm         | Mergulho no Ano Novo             | Marco Martins, João Braz | Portugal    |

| Filmpreis                               | Film                                                 | Regie            | Land     |
| --------------------------------------- | ---------------------------------------------------- | ---------------- | -------- |
| Großer Preis Internationaler Wettbewerb | Breathing Lessons: The Life and Work of Mark O’Brien | Jessica Yu       | USA      |
| Großer Preis Fiktion                    | 35 Aside                                             | Damien O’Donnell | Irland   |
| Großer Preis Dokumentation              | Subway Cops and the Mole Kings                       | Stuart Clarke    | UK       |
| Großer Preis Animation                  | The End of the World in 4 Seasons                    | Paul Driessen    | Kanada   |
| Publikumspreis                          | Wallace & Gromit – Unter Schafen                     | Nick Park        | UK       |
| Bester portugiesischer Kurzfilm         | Margens                                              | Pedro Sena Nunes | Portugal |

| Filmpreis                        | Film                  | Regie                          | Land     |
| -------------------------------- | --------------------- | ------------------------------ | -------- |
| Großer Preis Fiktion             | One Sunday Morning    | Manu Kurewa                    | UK       |
| Großer Preis Dokumentation       | Where Did Forever Go? | Michael Dwass                  | USA      |
| Großer Preis Animation           | Many Happy Returns    | Marjut Rimminen                | UK       |
| Publikumspreis                   | The Bloody Olive      | Vincent Bal                    | Belgien  |
| Bester portugiesischer Kurzfilm  | O Homem do Comboio    | Ricardo Rezende, Elsa Bruxelas | Portugal |
| Beste junge portugiesische Regie | Menos Nove            | Rita Nunes                     | Portugal |

| Filmpreis                        | Film              | Regie            | Land        |
| -------------------------------- | ----------------- | ---------------- | ----------- |
| Großer Preis Fiktion             | Moja domovina     | Miloš Radović    | Jugoslawien |
| Großer Preis Dokumentation       | Human Remains     | Jay Rosenblatt   | Dänemark    |
| Großer Preis Animation           | Geri’s Game       | Jan Pinkava      | USA         |
| Publikumspreis                   | Redux Riding Hood | Steve Moore      | USA         |
| Bester portugiesischer Kurzfilm  | Senhor Jerónimo   | Inês de Medeiros | Portugal    |
| Beste junge portugiesische Regie | Estou Perto       | Sandro Aguilar   | Portugal    |

| Filmpreis                        | Film           | Regie                             | Land        |
| -------------------------------- | -------------- | --------------------------------- | ----------- |
| Großer Preis Fiktion             | Leben im Nebel | Bahman Ghobadi                    | Iran        |
| Großer Preis Dokumentation       | Schisn, ossen  | Sergei Loznitsa, Marat Magambetow | Deutschland |
| Großer Preis Animation           | Humdrum        | Peter Peake                       | UK          |
| Publikumspreis                   | Humdrum        | Peter Peake                       | UK          |
| Bester portugiesischer Kurzfilm  | Entre Nós      | Margarida Cardoso                 | Portugal    |
| Beste junge portugiesische Regie | O Que Foi      | Ivo Ferreira                      | Portugal    |
| Beste Regie                      | Entretanto     | Miguel Gomes                      | Portugal    |
| Beste Kamera                     | Entretanto     | Miguel Gomes                      | Portugal    |

| Filmpreis                        | Film                | Regie                          | Land       |
| -------------------------------- | ------------------- | ------------------------------ | ---------- |
| Großer Preis Fiktion             | Triple World Score  | Armagan Ballantyne             | Australien |
| Großer Preis Dokumentation       | Cisza, ciemność     | Jan Paweł Kędzierski           | Polen      |
| Großer Preis Animation           | Village of Idiots   | Eugene Fedorenko, Rose Newlove | Kanada     |
| Publikumspreis                   | Am Ende der Welt    | Konstantin Bronsit             | Frankreich |
| Bester portugiesischer Kurzfilm  | O Pedido de Emprego | Pedro Caldas                   | Portugal   |
| Beste junge portugiesische Regie | Atmen unter Wasser  | António Ferreira               | Portugal   |
| Beste Regie                      | Atmen unter Wasser  | António Ferreira               | Portugal   |

| Filmpreis                        | Film                                     | Regie                                   | Land     |
| -------------------------------- | ---------------------------------------- | --------------------------------------- | -------- |
| Großer Preis Fiktion             | Onnenpeli 2001                           | Aleksi Salmenperä                       | Finnland |
| Großer Preis Dokumentation       | Mormor, Hitler och jag                   | Carl Johan De Geer                      | Schweden |
| Großer Preis Animation           | Six of One                               | Tim Webb                                | UK       |
| Bester europäischer Kurzfilm     | Corpo e Meio                             | Sandro Aguilar                          | Portugal |
| Publikumspreis                   | Music For One Apartment and Six Drummers | Ola Simonsson, Johannes Stjärne Nilsson | Schweden |
| Bester portugiesischer Kurzfilm  | Corpo e Meio                             | Sandro Aguilar                          | Portugal |
| Beste junge portugiesische Regie | Acordar                                  | Tiago Guedes, Frederico Serra           | Portugal |
| Beste Regie                      | Black & White                            | Daniel Blaufuks                         | Portugal |
| Beste Kamera                     | Inventário de Natal                      | Miguel Gomes                            | Portugal |

| Filmpreis                        | Film                               | Regie             | Land       |
| -------------------------------- | ---------------------------------- | ----------------- | ---------- |
| Großer Preis Fiktion             | Love Is a Treasure                 | Eija-Liisa Ahtila | Finnland   |
| Großer Preis Dokumentation       | Comme un Seul Homme                | Jean-Louis Gonnet | Frankreich |
| Großer Preis Animation           | Jeffrey’s Hollywood Screen Trick   | Todd Downing      | USA        |
| Bester europäischer Kurzfilm     | Der alte Traum lässt uns nicht los | Alain Guiraudie   | Frankreich |
| Publikumspreis                   | Mulishani Mulishani                | Johan Palmgren    | Schweden   |
| Bester portugiesischer Kurzfilm  | Venus Velvet                       | Jorge Cramez      | Portugal   |
| Beste junge portugiesische Regie | 6 Minutos                          | André Godinho     | Portugal   |
| Beste Regie                      | Venus Velvet                       | Jorge Cramez      | Portugal   |
| Beste Kamera                     | Venus Velvet                       | Jorge Cramez      | Portugal   |

| Filmpreis                        | Film                    | Regie                   | Land       |
| -------------------------------- | ----------------------- | ----------------------- | ---------- |
| Großer Preis Fiktion             | La passerelle disparue  | Tsai Ming-liang         | Frankreich |
| Großer Preis Dokumentation       | Leben am Rande          | Victor Asliuk           | Belarus    |
| Großer Preis Animation           | Fast Film               | Virgil Widrich          | Österreich |
| Großer Preis Experimental        | In Order Not To Be Here | Deborah Stratman        | USA        |
| Bester europäischer Kurzfilm     | Leben am Rande          | Victor Asliuk           | Belarus    |
| Publikumspreis                   | Die andalusische Katze  | Gérald Hustache-Mathieu | Frankreich |
| Bester portugiesischer Kurzfilm  | O Nome e o N.I.M.       | Inês Oliveira           | Portugal   |
| Beste junge portugiesische Regie | Mercado do Bolhão       | Renata Sancho           | Portugal   |
| Beste Kamera                     | 5 cm para a morte       | Cláudia Bandeira        | Portugal   |
| Beste Schauspielerin             | Ferida                  | Margarida Leitão        | Portugal   |

| Filmpreis                        | Film                      | Regie            | Land        |
| -------------------------------- | ------------------------- | ---------------- | ----------- |
| Großer Preis Fiktion             | Fragile                   | Jens Jønsson     | Schweden    |
| Großer Preis Dokumentation       | Untertage                 | Jiska Rickels    | Niederlande |
| Großer Preis Animation           | Panique au village        | Stephane Aubier  | Belgien     |
| Großer Preis Experimental        | Oh Dear                   | Nicolas Provost  | Belgien     |
| Bester europäischer Kurzfilm     | Love Me or Leave Me Alone | Duane Hopkins    | UK          |
| Publikumspreis                   | Surplus                   | Erik Gandini     | Schweden    |
| Bester portugiesischer Kurzfilm  | A Olhar Para Cima         | João Figueiras   | Portugal    |
| Beste junge portugiesische Regie | Vestígios                 | Tiago Afonso     | Portugal    |
| Beste Kamera                     | A Olhar Para Cima         | João Figueiras   | Portugal    |
| Beste Schauspielerin             | O Estratagema do Amor     | Ricardo Aibéo    | Portugal    |
| Bester Schauspieler              | A Olhar Para Cima         | João Figueiras   | Portugal    |
| Take One! Prize                  | Agunta Rapaz              | Manuel Vilarinho | Portugal    |

| Filmpreis                        | Film                                       | Regie                       | Land       |
| -------------------------------- | ------------------------------------------ | --------------------------- | ---------- |
| Großer Preis Fiktion             | Un camion en réparation                    | Arnaud Simon                | Frankreich |
| Großer Preis Dokumentation       | Dimmer                                     | Talmage Cooley              | USA        |
| Großer Preis Animation           | Watermelon Love                            | Joji Koyama                 | UK         |
| Großer Preis Experimental        | Instructions for a Light and Sound Machine | Peter Tscherkassky          | Österreich |
| Großer Preis Musikvideo          | Sweatmaster: Song With No Words            | Kalle Kotila                | Finnland   |
| Bester europäischer Kurzfilm     | A Serpente                                 | Sandro Aguilar              | Portugal   |
| Publikumspreis                   | Prostitution bag sløret                    | Nahid Persson               | Dänemark   |
| Bester portugiesischer Kurzfilm  | Documento Boxe                             | Miguel Clara Vasconcelos    | Portugal   |
| Beste junge portugiesische Regie | Basement Videoclip                         | João Seabra                 | Portugal   |
| Beste Kamera                     | Das Mädchen mit der toten Hand             | Alberto Seixas Santos       | Portugal   |
| Take One! Prize                  | Ctrl Alt Fly Duas Pessoas                  | Victor Santos João Salaviza | Portugal   |

| Filmpreis                            | Film                                            | Regie               | Land       |
| ------------------------------------ | ----------------------------------------------- | ------------------- | ---------- |
| Großer Preis der Stadt Vila do Conde | Rapace                                          | João Nicolau        | Portugal   |
| Großer Preis Dokumentation           | Quelques miettes pour les oiseaux               | Nassim Amaouche     | Frankreich |
| Großer Preis Animation               | Rabbit                                          | Run Wrake           | UK         |
| Großer Preis Experimental            | Resonating Surfaces                             | Manon de Boer       | Belgien    |
| Großer Preis Musikvideo              | Gravenhurst: I Turn My Face To the Forest Floor | Thomas Hicks        | UK         |
| Bester europäischer Kurzfilm         | By the Kiss                                     | Yann Gonzalez       | Frankreich |
| Publikumspreis                       | À bras le corps                                 | Katell Quillévéré   | Frankreich |
| Bester portugiesischer Kurzfilm      | Cântico das criaturas                           | Miguel Gomes        | Portugal   |
| Beste junge portugiesische Regie     | Entre tempos                                    | Frederico Lobo      | Portugal   |
| Beste Kamera                         | Perímetro                                       | Miguel Seabra Lopes | Portugal   |
| Take One! Prize                      | Morrer                                          | Diogo Camões        | Portugal   |

| Filmpreis                            | Film                                         | Regie           | Land       |
| ------------------------------------ | -------------------------------------------- | --------------- | ---------- |
| Großer Preis der Stadt Vila do Conde | Capitalism: Child Labor Nymph                | Ken Jacobs      | USA        |
| Großer Preis Fiktion                 | Compilation, 12 instants d’amour non partagé | Frank Beauvais  | Frankreich |
| Großer Preis Dokumentation           | De Funció                                    | Jorge Tur Moltó | Spanien    |
| Großer Preis Animation               | Blue Karma Tiger                             | Mia Hulterstam  | Schweden   |
| Großer Preis Experimental            | Annem Sinema Ögreniyor                       | Nesimi Yetik    | Türkei     |
| Großer Preis Musikvideo              | Vitalic: Birds                               | Pleix           | Frankreich |
| Bester europäischer Kurzfilm         | Plot Point                                   | Nicolas Provost | Belgien    |
| Publikumspreis                       | Yaptik-Hasse                                 | Edgar Bartenew  | Russland   |
| Bester portugiesischer Kurzfilm      | Europa 2007                                  | Pedro Caldas    | Portugal   |
| Take One! Prize                      | Gentes do mar                                | Dânia Lucas     | Portugal   |

| Filmpreis                            | Film                               | Regie                  | Land      |
| ------------------------------------ | ---------------------------------- | ---------------------- | --------- |
| Großer Preis der Stadt Vila do Conde | Muro                               | Tião                   | Brasilien |
| Großer Preis Fiktion                 | The Adventure                      | Mike Brune             | USA       |
| Großer Preis Dokumentation           | Three of Us                        | Umesh Vinayak Kulkarni | Indien    |
| Großer Preis Animation               | RGBXYZ                             | David O’Reilly         | Irland    |
| Großer Preis Experimental            | Ah, Liberty!                       | Ben Rivers             | UK        |
| Großer Preis Musikvideo              | Liars: Plaster Casts of Everything | Patrick Daughters      | USA       |
| Bester europäischer Kurzfilm         | Love You More                      | Sam Taylor-Wood        | UK        |
| Publikumspreis                       | Corrente                           | Rodrigo Areias         | Portugal  |
| Bester portugiesischer Kurzfilm      | Corrente                           | Rodrigo Areias         | Portugal  |
| Take One! Prize                      | Annual Report                      | Cristina Braga         | Portugal  |

| Filmpreis                            | Film                     | Regie           | Land       |
| ------------------------------------ | ------------------------ | --------------- | ---------- |
| Großer Preis der Stadt Vila do Conde | A Repüles Története      | Bálint Kenyeres | Frankreich |
| Großer Preis Fiktion                 | Madam Butterfly          | Tsai Ming-liang | Taiwan     |
| Großer Preis Dokumentation           | Entrevista con la tierra | Nicolás Pereda  | Mexiko     |
| Großer Preis Animation               | Dust Kid                 | Jung Yumi       | Korea      |
| Großer Preis Experimental            | Vladivostok              | F. J. Ossang    | Frankreich |
| Großer Preis Musikvideo              | The BPA: Toe Jam         | Keith Schofield | UK         |
| Bester europäischer Kurzfilm         | Renovare                 | Paul Negoescu   | Rumänien   |
| Publikumspreis                       | Logorama                 | François Alaux  | Frankreich |
| Curtinhas Prize                      | The Ground Beneath       | René Hernandez  | Australien |
| Bester portugiesischer Kurzfilm      | Canção de amor e saúde   | João Nicolau    | Portugal   |
| Take One! Prize                      | Eu Adoro Este Som!       | Zulmira Gamito  | Portugal   |

| Filmpreis                            | Film                  | Regie               | Land        |
| ------------------------------------ | --------------------- | ------------------- | ----------- |
| Großer Preis der Stadt Vila do Conde | Colivia               | Adrian Sitaru       | Rumänien    |
| Großer Preis Fiktion                 | Blokes                | Marialy Rivas       | Chile       |
| Großer Preis Dokumentation           | Vostrau Belarus       | Victor Asliuk       | Belarus     |
| Großer Preis Animation               | Viagem a Cabo-Verde   | José Miguel Ribeiro | Portugal    |
| Großer Preis Experimental            | you and me            | Karsten Krause      | Deutschland |
| Großer Preis Musikvideo              | Synesthesia           | Terri Timely        | Frankreich  |
| Bester europäischer Kurzfilm         | Talleres Clandestinos | Catalina Molina     | Österreich  |
| Publikumspreis                       | I Love Luci           | Colin Kennedy       | UK          |
| Curtinhas Prize                      | Der Grüffelo          | Jakob Schuh         | UK          |
| Bester portugiesischer Kurzfilm      | A Côté                | Basil da Cunha      | Schweiz     |
| Take One! Prize                      | Smolik                | Cristiano Mourato   | Portugal    |

| Filmpreis                            | Film                                | Regie                 | Land        |
| ------------------------------------ | ----------------------------------- | --------------------- | ----------- |
| Großer Preis der Stadt Vila do Conde | Boro in the Box                     | Bertrand Mandico      | Frankreich  |
| Großer Preis Fiktion                 | Petit tailleur                      | Louis Garrel          | Frankreich  |
| Großer Preis Dokumentation           | Get Out of the Car                  | Thom Andersen         | USA         |
| Großer Preis Animation               | Wakaranai Buta                      | Atsushi Wada          | Japan       |
| Großer Preis Experimental            | The Pushcarts Leave Eternity Street | Ken Jacobs            | USA         |
| Großer Preis Musikvideo              | Matta: Release the Freq             | Kim Holm              | Norwegen    |
| Bester europäischer Kurzfilm         | Dimanches                           | Valéry Rosier         | Belgien     |
| Publikumspreis                       | Silent River                        | Anca Miruna Lăzărescu | Deutschland |
| Curtinhas Prize                      | Ormie                               | Rob Silvestri         | Kanada      |
| Bester portugiesischer Kurzfilm      | O nosso Homem                       | Pedro Costa           | Portugal    |
| AIP-Preis für beste Kamera           | North Atlantic                      | Bernardo Nascimento   | Portugal    |
| Take One! Prize                      | Artur                               | Flávio Pires          | Portugal    |

| Filmpreis                            | Film                          | Regie                | Land       |
| ------------------------------------ | ----------------------------- | -------------------- | ---------- |
| Großer Preis der Stadt Vila do Conde | A Story For the Modlins       | Sergio Oksman        | Spanien    |
| Großer Preis Fiktion                 | Bez śniegu                    | Magnus von Horn      | Polen      |
| Großer Preis Dokumentation           | A Comunidade                  | Salomé Lamas         | Portugal   |
| Großer Preis Animation               | Tram                          | Michaela Pavlátová   | Frankreich |
| Großer Preis Experimental            | Arcana                        | Henry Hills          | USA        |
| Großer Preis Musikvideo              | Die Antwoord: I Fink U Freeky | Roger Ballen         | Südafrika  |
| Bester europäischer Kurzfilm         | Manhã de Santo António        | João Pedro Rodrigues | Portugal   |
| Publikumspreis                       | Les enfants de la nuit        | Caroline Deruas      | Frankreich |
| Curtinhas Prize                      | Orange Ô Despair              | John Banana          | Frankreich |
| Bester portugiesischer Kurzfilm      | Os vivos também choram        | Basil da Cunha       | Portugal   |
| Take One! Prize                      | Do Mundo                      | Manuel Guerra        | Portugal   |